# Koreochomik
Koreochomik (Tscherskia) – rodzaj ssaka z podrodziny chomików (Cricetinae) w obrębie rodziny chomikowatych (Cricetidae).

## Rozmieszczenie geograficzne
Rodzaj obejmuje dwa żyjące współcześnie gatunki występujące w Azji.

## Morfologia
Długość ciała (bez ogona) 112–220 mm, długość ogona 65–106 mm; masa ciała 38–241 g.

## Systematyka
Rodzaj zdefiniował w 1914 roku rosyjski zoolog Siergiej Ogniow w artykule zatytułowanym Ssaki z południowego obszaru Ussuri, opublikowanym w czasopiśmie „Дневник Зоологического отделения Императорскаго Общества любителей естествознания, антропологии и этнографии Зоологического музея”. Gatunkiem typowym jest (oznaczenie monotypowe) koreochomik długoogonowy (T. triton)

### Etymologia
- Tscherskia: Aleksandr Iwanowicz Czerski (ros. Александр Иванович Черский) (1879–1921), rosyjski zoolog, kolekcjoner z Syberii z początków XX wieku[9].
- Asiocricetus: gr. Ασια Asia „Azja”[10]; rodzaj Cricetus Leske, 1779 (chomik). Gatunek typowy (oznaczenie monotypowe): Asiocricetus bampensis Kishida, 1929 (= Cricetulus (Cricetulus) triton de Winton, 1899).

### Podział systematyczny
Do rodzaju należy jeden występujący współcześnie gatunek:
| Grafika | Gatunek            | Autor i rok opisu  | Nazwa zwyczajowa         | Podgatunki         | Rozmieszczenie geograficzne                                                                  | Podstawowe wymiary                           | Status IUCN |
| ------- | ------------------ | ------------------ | ------------------------ | ------------------ | -------------------------------------------------------------------------------------------- | -------------------------------------------- | ----------- |
|         | Tscherskia triton  | (de Winton, 1899)  | koreochomik długoogonowy | 5 podgatunków      | Chińska Republika Ludowa, Korea Południowa (wraz z wyspą Czedżu) oraz Rosja (Kraj Nadmorski) | DC: 14,2–22 cm DO: 6,5–10,6 cm MC: 92–241 g  | LC          |
|         | Tscherskia collina | (G.M. Allen, 1925) |                          | gatunek monotypowy | endemit Chińskiej Republiki Ludowej: Shaanxi i Henan                                         | DC: 11,2–15,5 cm DO: 7,6–11,4 cm MC: 38–93 g | NE          |

Opisano również gatunek wymarły z holocenu Iranu:
- Tscherskia rusa Storch, 1974